# Stazione di Tione degli Abruzzi
La stazione di Tione degli Abruzzi è una fermata ferroviaria senza traffico posta sulla ferrovia Terni-Sulmona. Serve il comune di Tione degli Abruzzi.

## Storia
La fermata di Tione degli Abruzzi venne attivata nel 1936.